# Frank Gibbs Torto
Frank Gibbs Tetteh Obaka Torto (10. října 1921, Akkra – 7. května 1984, Ghana) byl ghanský chemik a profesor na Ghanské univerzitě. Byl jedním ze zakládajících členů Ghanské akademie umění a věd. Později v této instituci zastával funkci viceprezidenta a následně prezidenta.

## Životopis
Frank Gibbs Torto se narodil 10. října 1921 v Akkře. Navštěvoval několik základních škol v Zlatonosném pobřeží. V roce 1931 se zapsal na Akademii v Akkře. Školu dokončil v roce 1936 a o rok později nastoupil na Achimotskou školu ke studiu bakalářského oboru. Bakalářské studium dokončil v roce 1941. V roce 1942 odjel do Spojeného království, kde pokračoval ve svém terciárním vzdělání. Byl přijat na Queen Mary University of London, která je částí Londýnské univerzity. Studoval zde od bakalářského stupně a v roce 1947 získal doktorský titul Ph.D. z chemie.
Po studiích v zahraničí se v roce 1947 vrátil do Ghany a jako odborný asistent nastoupil na Achimotskou školu. O rok později byla založena Univerzita Zlatonosného pobřeží, později přejmenovaná na Ghanskou univerzitu. Torto spolu s Walterem Warwickem Sawyerem, D. K. Baldwinem a Mary C. Charnley vytvořili jádro učitelského sboru pedagogické fakulty nové univerzity. V roce 1958 se stal ghanským členem Národní komise UNESCO. V roce 1959 patřil k zakládajícím členům Ghanské akademie umění a věd. O rok později byl jmenován vědeckým poradcem OSN. V roce 1962 se stal vedoucím chemického oddělení na Ghanské univerzitě. Ve stejném roce se Zúčastnil konference OSN o aplikaci vědy a technologie ve prospěch méně rozvinutých oblastí. Konference se konala v Ženevě.
V říjnu 1968 přednášel jako host na Churchill College na Cambridgeské univerzitě. V roce 1969 byl jmenován děkanem Přírodovědecké fakulty Ghanské univerzity, kdy převzal funkci po Alanu Nunnovi Mayovi. Tento post zastával do roku 1971. V roce 1972 se stal členem Pugwashské konference o vědě a světových záležitostech. V roce 1973 se podruhé stal děkanem. Tentokrát tuto funkci zastával jeden rok. V roce 1978 působil v poradním výboru OSN. V roce 1979 byl jmenován viceprezidentem Ghanské akademie umění a věd. V této funkci působil do roku 1981, kdy se stal prezidentem této instituce.
Během svého života zastával i řadu dalších funkcí v různých výborech a organizacích, například v Radě pro vědecký a průmyslový výzkum. Byl také členem redakční rady časopisu West African Journal of Biological and Applied Chemistry.

### Osobní život
V roce 1949 si vzal za ženu Iris Aku Torto, rozenou Akwei. Spolu měli tři děti. Ve svém volném čase rád poslouchal hudbu a hrál na piano. Zemřel v roce 1984.

## Vyznamenání a ocenění
- člen Řádu Volty – Ghana[3]
- Je po něm pojmenována cena pro nejlepšího absolventa chemie udílená Ghanskou univerzitou, stejně jako je po něm pojmenována i budova chemie Ghanské univerzity.

## Vybrané dílo
Frank Gibbs Torto byl autorem mnoha článků publikovaných ve vědeckých i obecných publikacích. Jeho články vyšly i v časopisech jako Journal of the Chemical Society, Nature, West African Journal of Biological Science nebo Ghana Journal of Science.
- Some Problems in the Study of Plant Gum Polyssacharides, 1960[24]
- An Aldobiouronic Acid Isolated from Fagara xanthoxyloides Gum, 1961[25]
- Arms and African Development, 1972[2]
- Views of Science Technology and Development, 1975[2]
- Structure of the Alkaloid Wisanine (2-Methoxypiperine), 1981[3]
- University Chemistry in Developing Countries, 1981[3]